# 新金岡団地

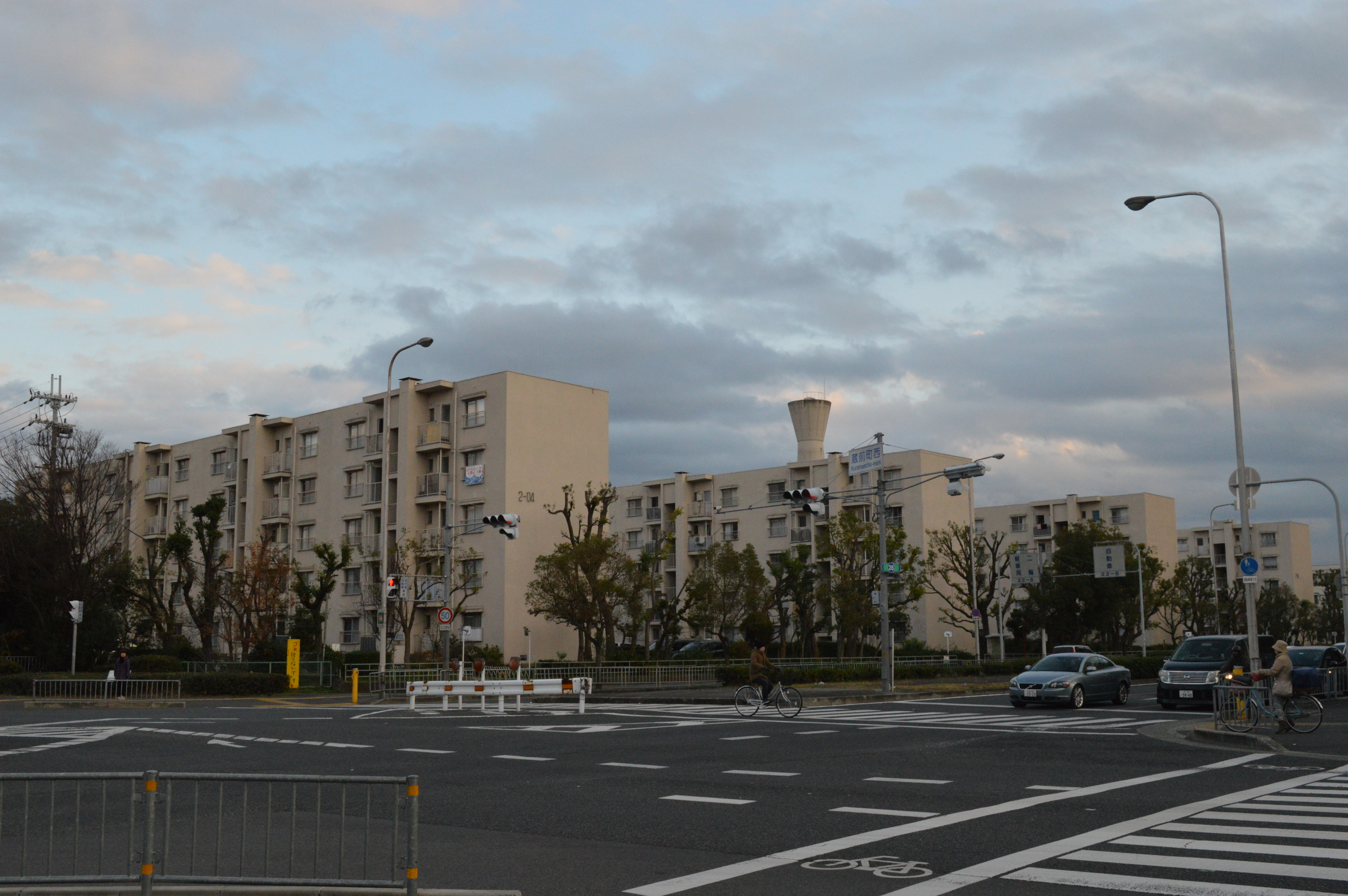
新金岡団地

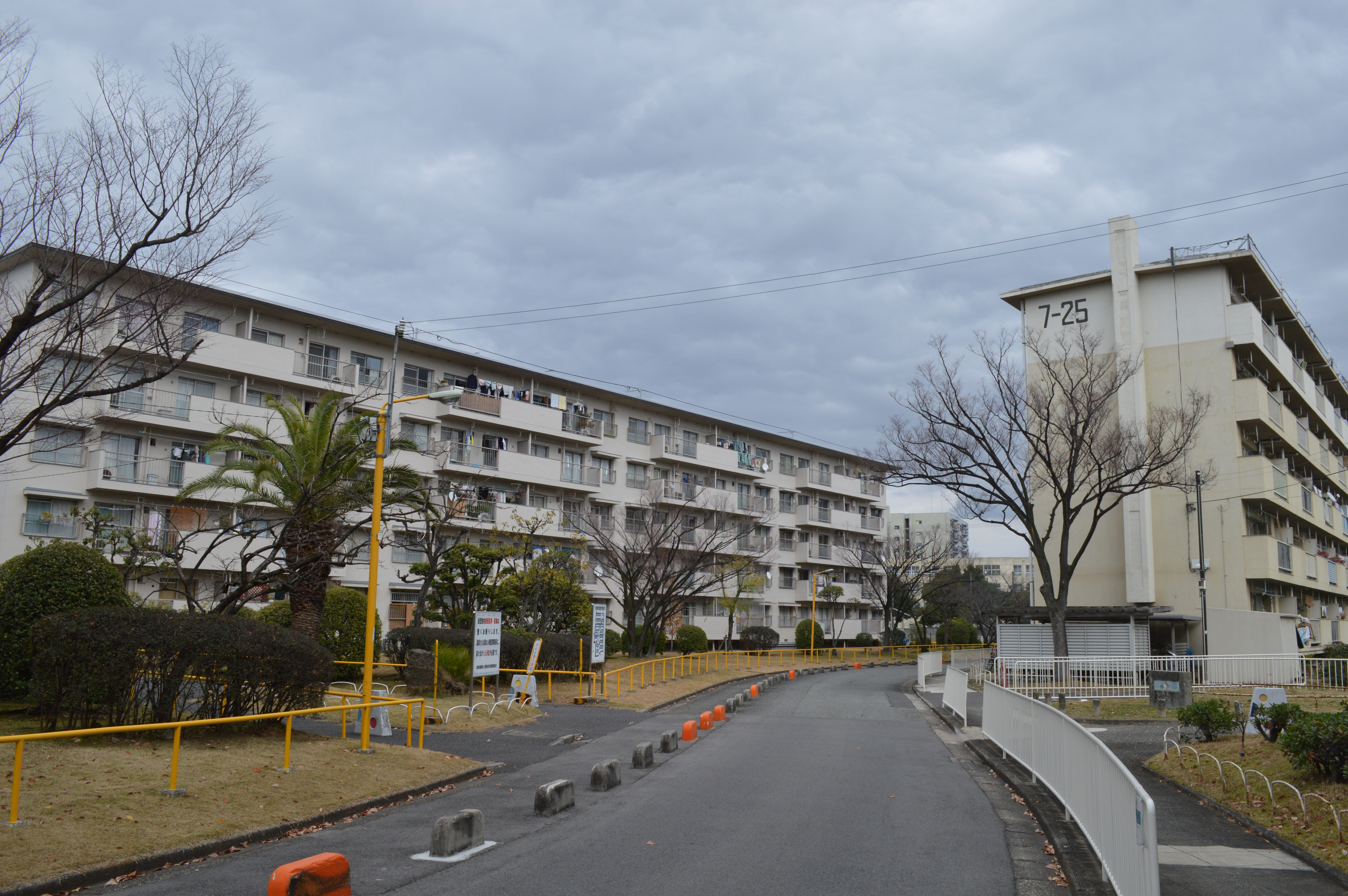
新金岡団地

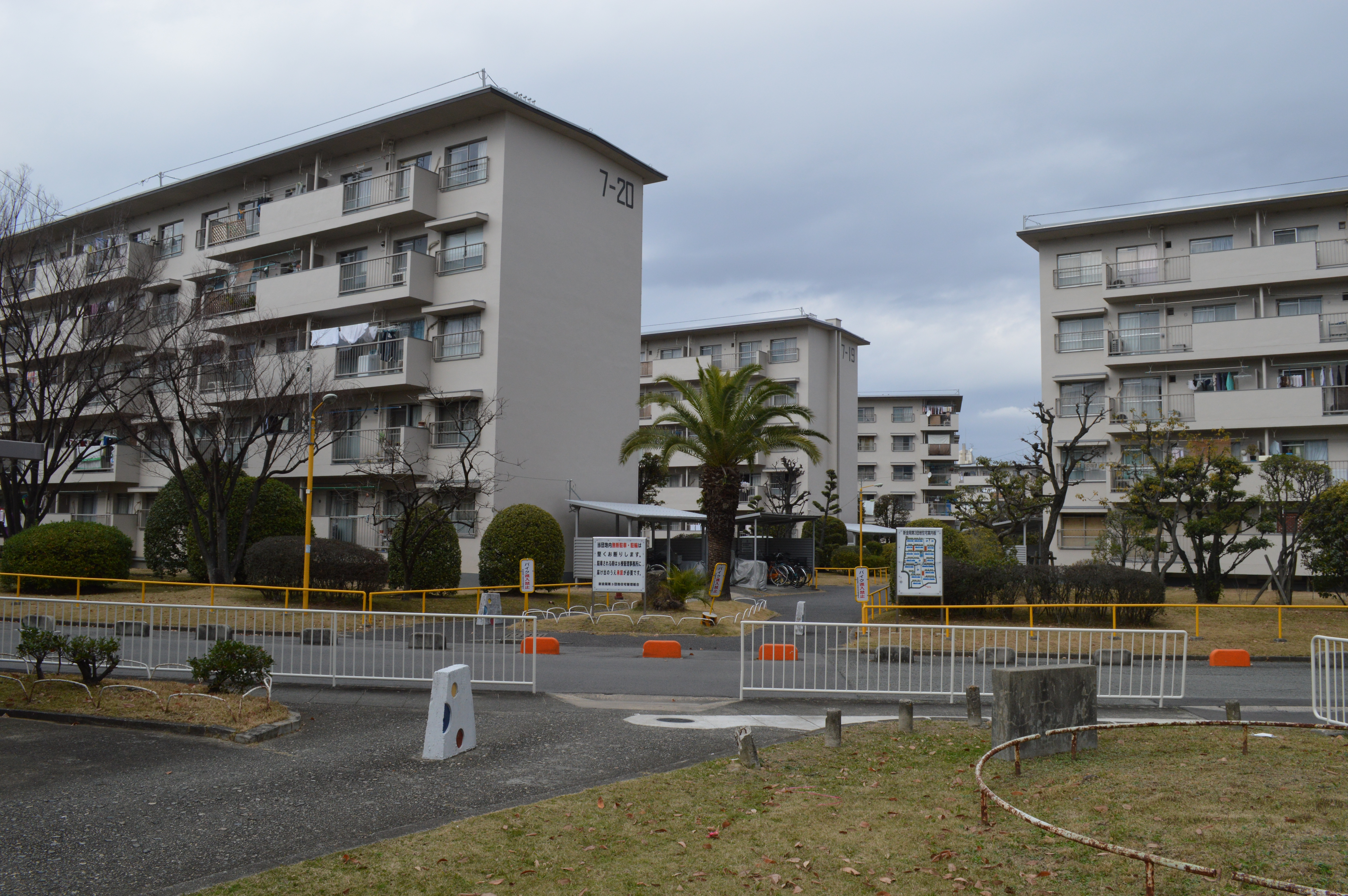
新金岡団地

新金岡団地（しんかなおかだんち）は、大阪府堺市北区新金岡町1〜4丁に広がる住宅団地群である。

## 概要
金岡団地の成功を受けて、堺市東部では1960年代から1970年代にかけて白鷺団地・新金岡団地・浅香山団地・中百舌鳥公園団地などの造成が行われた。このうち、最大規模となったのが新金岡団地である。開発面積は約130haで、2016年12月現在で、約11,000世帯、約22,200人が居住する。
東端に大泉緑地、西端に金岡公園が広がり、南端に大阪中央環状線、北端に堺大和高田線が通っている。域内を縦断する大阪高石線（ときはま線）の地下にはOsaka Metro御堂筋線が通り、新金岡駅付近に北区役所や北堺警察署などが立地している。
大阪府住宅供給公社、大阪府営、UR都市機構の賃貸および分譲住宅、民間の分譲マンション、民間企業の社宅などが混在している。団地が開発される前は広大な田畑が広がっており、団地完成後、当時の地主は新金岡町5丁の住宅街に移り住んだ。

## 沿革
- 1963年 新金岡地域の開発が始まる。
- 1966年 新金岡団地が街開き。
- 1966年 堺市立新金岡小学校開校。
- 1967年 堺市立光竜寺小学校開校。
- 1967年 堺金岡郵便局が開局。
- 1968年 堺市立大泉小学校開校。
- 1977年 堺市立金岡南中学校開校に伴い、堺市立金岡中学校が堺市立金岡北中学校に改称。
- 1979年 大阪府警察堺東警察署（現・北堺警察署）開署。
- 1980年 堺市立新金岡東小学校開校。
- 1981年 堺市立大泉中学校開校。
- 1981年 新金岡市民センター開館（堺市立新金岡図書館開館）。
- 1982年 ショッピングセンターエブリー・新金岡ニチイ（後のイオン新金岡店）が開業。
- 1987年 大阪市営地下鉄御堂筋線 あびこ～なかもず間開通。新金岡駅開業。
- 1992年 しんかなCITY開店。
- 2000年 堺市の金岡出張所・五箇荘出張所・百舌鳥出張所・北八下出張所・新金岡出張所を統合して北支所が開所。実質的に新金岡出張所が北支所に昇格。
- 2006年 堺市の政令指定都市移行により、北支所が北区役所になる。
- 2012年 しんかなCITY閉店。
- 2013年 フレスポしんかな開店。
- 2019年 ショッピングセンターエブリー・イオン新金岡店が閉店。跡地に大型マンションの建設が予定される。
- 2021年 イオンそよら新金岡開店。

## 交通
- 最寄り駅：Osaka Metro御堂筋線新金岡駅